# ماتسوو باشو

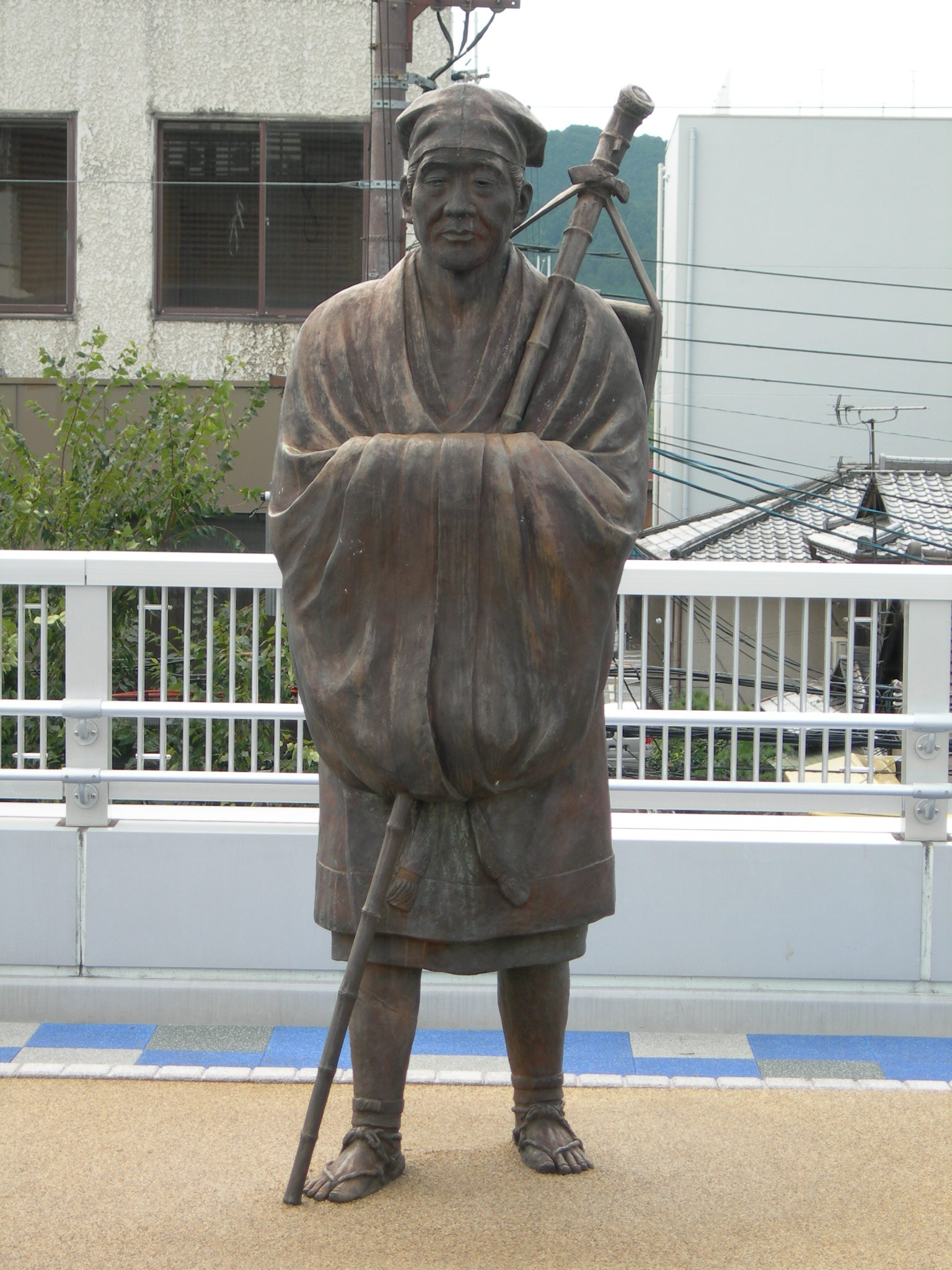
ماتسوو باشو

باشو (اسم الشهرة) (ياليابانية: 松尾芭蕉) واسمه الأصلي ماتسوو مانوفوسا عاش (1644-1694 م) هو شاعر ياباني، ومعلم شعر الـ«هايكو» الأكبر بلا منازع، كان أيضا بارعا في شعر النثر الياباني أو «هايبون». يشكل مع كل من «شيكاناتسو مونزا-إيمون» و«إهارا شائيكاكو» أعمدة الأدب الياباني في الفترة التي عرفت بـ«قرن أوساكا الذهبي».

## حياته
ينحدر «ماتسو-أو مونيفوسا»، والذي اشتهر لاحقا تحت اسمه الأدبي «باشو» من إحدى العائلات المحاربة (ساموراي)، تلقى تربية تقليدية، أصبح وهو في سن مبكرة تحت تصرف أكبر أبناء سيد المعقل الذي ينتمي إليه، استمر في خدمته حتى وفاة سيده الكبير في 1666 م، رحل إلى «كيوتو» (العاصمة الإمبراطورية) ليتابع دراسته في الآداب. عام 1681 م، فضل حياة العزلة، فانزوى بالقرب من «إيدو» (طوكيو اليوم) في مكان أطلق عليه اسم «صومعة شجرة الموز» (باشو-آن)، ومنها استمد لقبه (باشو) والذي يعني شجرة الموز. قام بدراسة مذهب زن البوذي، وبدأ في ممارسة التأمل.
كرس «باشو» السنوات العشر الأخيرة من حياته للترحال والتأمل، فتنقل في أرجاء اليابان، كان يقطع تلك الرحالات بفترات طويلة يخصصها للتأمل. توفي أثناء إحدى رحلاته، وقام في الليلة الأخيرة بخط بيت «هايكو» على إحدى الأوراق:
مريض وقت ترحالي
وأحلامي تتجول طافيةً
في الحقول الذابلة

## الأعمال
ألف «باشو» العديد من أشعار الـ«هايكو»، كانت الأبيات في هذا الصنف من الشعر تنظم في سبعة عشر مقطعا صوتيا، وعرف «باشو» بتفوقه في ذلك. بالإضافة إلى أشعاره ترك العديد من المصنفات عن مشاهداته أثناء تجواله في البلاد. نظم «باشو» العديد من الاشعار النثرية أو ما يعرف بـ«هائيبون»، نظرا لطول هذه القصائد اعتاد البعض عند استعادتها الاحتفاظ بالبيت الأخير الجامع فقط. تقوم الأبيات الأصلية بوصف السياق أو الجو العام للقصيدة وهي تساعد في فهم أكبر لأعمال الشاعر، وتعيد لها نكهتها الأصلية المميزة.
رفض باشو أن يعلن انتمائه إلى أي من المدارس الشعرية، لم يترك ورائه أي مصنف في هذا الفن. قام مريدوه بتجميع أهم أعماله، ومن أهمها المصنف المعروف باسم «الدرب الضيق في أقصى المعمورة» (Oku no hosomichi، 1689). لا زالت هذه الأعمال مرجعا للشعراء الذين يبحثون عن كيفية التعبير عن شعور فريد، موضوع عام أو صورة طبيعية في ثلاثة أسطر فقط.

## مقتطفات
قال يصف مشهدا لأحد قوارب الغاق (غراب البحر)، وهي طيور بحرية لونها داكن لها قدرة عجيبة على الغوص تحت الماء، يتم تربيتها وتتخذ لصيد الأسماك:
مبتهجا كان
ما أتعسه الآن
قارب الغاق
شاهد حصان يقتلع أوراق بعض الشجيرات ليقتات منها فأنشد:
على قارعة الطريق
ترك الجُلْجُل نفسه
للحصان يرعاه
وفي أحد أشهر أشعاره قال يصف منظر ضفدعة تقفز على سطح الماء:
البركة القديمة
تقفز فيها ضفدعة
صوت الماء
وفي أحد أشعاره قال يصف نهاية فصل الخريف حيث موسم حصاد الكستناء:
الخريف راحل
الأيادي تنفرد مفتوحة
اكواز الكستناء

## روابط خارجية
- ماتسوو باشو على موقع الموسوعة البريطانية (الإنجليزية)
- ماتسوو باشو على موقع ميوزك برينز (الإنجليزية)
- ماتسوو باشو على موقع إن إن دي بي (الإنجليزية)